# (11245) Hansderijk
(11245) Hansderijk (3100 T-3) – planetoida z pasa głównego asteroid okrążająca Słońce w ciągu 3,79 lat w średniej odległości 2,43 j.a. Planetoidę 19 września 1973 roku odkryła trójka holenderskich astronomów: C. van Houten, I. van Houten-Groeneveld, T. Gehrels.